# Hollenstein an der Ybbs
Hollenstein an der Ybbs là một thị trấn ở huyện Amstetten trong bang Niederösterreich ở nước Áo. Đô thị này có diện tích 16,37 km², dân số năm 2001 là 1820 người.